# 457-es busz
A 457-es jelzésű autóbusz a budapesti agglomerációban közlekedő helyközi járat, Aszódot és Ikladot köti össze.

## Megállóhelyei
| 0  | Aszód, vasútállomás végállomás        | 12 | 342, 347, 348, 422, 424, 426, 428, 430, 458, 459, 460 S77 S80 S780 InterRégió, expresszvonat                                                 |
| 1  | Aszód, vasútállomás bejárati út       | 11 | 342, 347, 348, 405, 407, 408, 409, 410, 412, 422, 424, 426, 428, 430, 434, 436, 437, 438, 439, 458, 459, 460, 461                            |
| 2  | Aszód, művelődési ház                 | 10 | 342, 405, 407, 408, 409, 422, 424, 426, 428, 436, 458, 459, 461                                                                              |
| 3  | Aszód, Kossuth Lajos utca 2.          | 9  | 342, 347, 348, 405, 407, 408, 409, 410, 412, 422, 424, 426, 428, 430, 432, 434, 435, 436, 437, 438, 439, 458, 459, 460, 461 1040, 1049, 1052 |
| 4  | Aszód, ikladi elágazás                | 8  | 342, 347, 458, 459, 461 |
| 5  | Aszód, Széchenyi utca 32.             | 7  | 342, 347, 458, 459, 460, 461 |
| 6  | Iklad, Aszódi út                      | 6  | 342, 458, 459, 461 |
| 7  | Iklad, Rákóczi utca                   | 5  | 342, 347, 348, 458, 459, 460, 461 |
| 8  | Iklad, művelődési otthon              | 4  | 342, 347, 348, 458, 459, 460, 461 S780 |
| 9  | Iklad, takarékszövetkezet             | 3  | 342, 347, 348, 459, 460, 461 |
| 10 | Iklad, orvosi rendelő                 | 2  | 342, 347, 459, 461 |
| 11 | Iklad-Domony felső vasúti megállóhely | 1  | 342, 347, 348, 459, 460, 461 S780 |
| 12 | Iklad, Ipari Műszergyár végállomás    | 0  | 342, 459, 461 |